# Chimarra lufirae
Chimarra lufirae är en nattsländeart som beskrevs av Jacquemart 1961. Chimarra lufirae ingår i släktet Chimarra och familjen stengömmenattsländor. Inga underarter finns listade i Catalogue of Life.